# Reni Santoni
Reni Santoni (* 21. April 1938 in New York City, New York als Reinaldo Santoni; † 1. August 2020 in Los Angeles, Kalifornien) war ein US-amerikanischer Schauspieler.

## Leben und Karriere
Santoni wurde in New York in eine Familie französischer und spanischer Herkunft geboren. Er arbeitete zunächst vorrangig als Autor, so feierte sein Stück Raisin' Hell in the Son 1962 am Off-Broadway seine Premiere. Ab Anfang der 1960er-Jahre spielte er Rollen in Film- und Fernsehproduktionen, die zunächst klein ausfielen, bis der Autor und Filmemacher Carl Reiner ihn entdeckte. Er besetzte Santoni in seinem Regiedebüt Sein grosser Auftritt (Enter Laughing), das aus autobiografischen Elementen aus Reiners Leben bestand und in dem Santoni die zentrale Rolle von Reiners Alter Ego eines angehenden Schauspielers anvertraut wurde.
Sein großer Auftritt war kein Erfolg und so blieb Reni Santoni der Durchbruch zum großen Filmstar verwehrt, doch war er in den folgenden Jahrzehnten in vielen Kinofilmen als Nebendarsteller anzutreffen. Seine wohl bekannteste Filmrolle spielte er 1971 in dem Polizeifilm Dirty Harry als Inspektor Chico Gonzales, der unerfahrene Einsatzkollege von Clint Eastwoods Hauptfigur, der von diesem zunächst wegen seines College-Abschlusses in Soziologie etwas verspottet wird. Auch in weiteren Filmen verkörperte er Polizeirollen, so an der Seite von Steve Martin als Carlos Rodriguez in Carl Rainers Krimikomödie Tote tragen keine Karos (1982) und als Sergeant Tony Gonzales neben Sylvester Stallone in dem Actionfilm Die City-Cobra (1986). Auch hatte Santoni bis in das neue Jahrtausend eine Vielzahl an Rollen in populären US-Serien. In der dritten und letzten Staffel der Anwaltsserie Owen Marshall – Strafverteidiger spielte er ab 1973 den jüngeren Assistenten der Hauptfigur. Einen Polizisten spielte er 1983 auch wiederkehrend in der Serie Ein Fall für Professor Chase. In der Sitcom Seinfeld hatte er in den 1990er-Jahren eine wiederkehrende Nebenrolle als unhygienischer Pizzabäcker und Restaurantinhaber Poppie.
In späteren Jahren betätigte sich Santoni auch als Voiceover-Sprecher für Filme und Werbungen. Zuletzt war er 2012 in der Rolle eines Richters in der Serie Franklin & Bash zu sehen. 
Im August 2020 starb Santoni im Alter von 82 Jahren nach einer Krebserkrankung. Er war verheiratet und hatte einen Sohn.

## Filmografie (Auswahl)
Kino
- 1962: Strangers in the City
- 1964: Der Pfandleiher (The Pawnbroker)
- 1967: Sein grosser Auftritt (Enter Laughing)
- 1968: Schlacht um Anzio (Lo sbarco di Anzio)
- 1969: Die Rache der glorreichen Sieben (Guns of the Magnificent Seven)
- 1970: The Student Nurses
- 1971: Dirty Harry
- 1977: Ich hab’ dir nie einen Rosengarten versprochen (I Never Promised You a Rose Garden)
- 1978: Zwei ganz verrückte Knastbrüder (They Went That-A-Way & That-A-Way)
- 1982: Tote tragen keine Karos (Dead Men Don't Wear Plaid)
- 1983: Bad Boys – Klein und gefährlich (Bad Boys)
- 1985: Zum Teufel mit den Kohlen (Brewster’s Millions)
- 1985: Radioactive Dreams (nur Stimme)
- 1985: Ein total verrückter Sommer (Summer Rental)
- 1986: Die City-Cobra (Cobra)
- 1987: Jack, der Aufreißer (The Pick-up Artist)
- 1989: Die Killer-Brigade (The Package)
- 1992: Only You
- 1993: Und täglich grüßt das Murmeltier (Groundhog Day; nur Stimme)
- 1995: Die Brady Family (The Brady Bunch Movie)
- 1997: Private Parts
- 1998: Dr. Dolittle (nur Stimme)
- 1998: Ich kann’s kaum erwarten! (Can't Hardly Wait)
- 2000: 28 Tage (28 Days)
- 2002: Dr. Dolittle 2 (nur Stimme)
- 2004: Gang Warz
- 2009: Irene in Time

Fernsehen
- 1964: East Side/West Side (Folge Nothing But the Half Truth)
- 1971: The Bold Ones: The Senator (Folge George Washington Told a Lie)
- 1971: Männerwirtschaft (The Odd Couple; Folge Hideaway)
- 1972: FBI (The F.B.I.; 2 Folgen)
- 1973–1974: Owen Marshall – Strafverteidiger (Owen Marshall: Counselor at Law; 6 Folgen)
- 1973/1974: Barnaby Jones (2 Folgen)
- 1977: Lou Grant (Folge Scoop)
- 1979: Drei Engel für Charlie (Charlie's Angels; Folge Cruising Charlie)
- 1979: Detektiv Rockford – Anruf genügt (The Rockford Files; Folge A Different Drummer)
- 1983: Ein Fall für Professor Chase (Manimal; 8 Folgen)
- 1984–1986: Polizeirevier Hill Street (Hill Street Blues; 4 Folgen)
- 1986: Sanchez of Bel Air (13 Folgen)
- 1988: Miami Vice (Folge Badge of Dishonor)
- 1988: Das Model und der Schnüffler (Moonlighting; Folge Los Dos Dipestos)
- 1989–1991: Der Nachtfalke (Midnight Caller; 7 Folgen)
- 1989/1994: Mord ist ihr Hobby (Murder, She Wrote; 2 Folgen)
- 1992: Zurück in die Vergangenheit (Quantum Leap; Doppelfolge Lee Harvey Oswald - October 5, 1957 - November 22, 1963)
- 1993: Der geschlagene Mann (Men Don't Tell; Fernsehfilm)
- 1994–1998: Seinfeld (4 Folgen)
- 1995–1996: New York Cops – NYPD Blue (3 Folgen)
- 1996: Walker, Texas Ranger (Folge Codename: Dragonfly)
- 1997: Murder One (5 Folgen)
- 1998: Practice – Die Anwälte (The Practice; 2 Folgen)
- 2000: Für alle Fälle Amy (Judging Amy; Folge The God Thing)
- 2001: V.I.P. – Die Bodyguards (Folge Goodfidellas)
- 2005: CSI: Vegas (Folge 4x4)
- 2005: Grey’s Anatomy (Folge Something To Talk About)
- 2012: Franklin & Bash (Folge Voir Dire)